# Khrestivka
Khrestivka (tiếng Ukraina: Хрестівка) là một thành phố của Ukraina. Thành phố này thuộc tỉnh Donetsk. Thành phố này có diện tích ? km2, dân số theo điều tra dân số năm 2001 là 30910 người.